# Matakong
Matakong (en francés: Île Matakong) es una isla frente a la costa de Guinea,  entre la capital Conakry y la frontera con Sierra Leona.

## Transporte
Matakong es la terminal de un puerto propuesto pesado de Ferrocarriles Transguineanos que lleva hierro y grandes depósitos de bauxita hasta la costa.

## Nuevo puerto
Un nuevo puerto de aguas profundas es necesario porque, en primer lugar, el puerto de Conakry no tiene suficiente espacio, y en segundo lugar, porque un nuevo puerto en Matakong daría un mejor acceso, siendo más plano en su superficie que el interior del país.
Un muelle de 20 kilómetros sería necesario para llegar a aguas profundas.